# Pernis
Pernis – rodzaj ptaków z podrodziny orłosępów (Gypaetinae) w rodzinie jastrzębiowatych (Accipitridae).

## Zasięg występowania
Rodzaj obejmuje gatunki występujące w Eurazji; jeden z gatunków zimuje w Afryce.

## Morfologia
Długość ciała 50–68 cm, rozpiętość skrzydeł 110–155 cm; masa ciała samic 360–1490 g, samców 440–1280 g.

## Systematyka

### Etymologia
- Pernis (Pernes, Pternes, Pternis): gr. περνης pernēs „typ jastrzębia” wspomniany przez Arystotelesa i Hezychiusza[6].
- Pterochalinus: gr. πτερον pteron „pióro”; χαλινος khalinos „uzda”[7]. Gatunek typowy: Falco apivorus Linnaeus, 1758.

### Podział systematyczny
Do rodzaju należą następujące gatunki:
- Pernis apivorus (Linnaeus, 1758) – trzmielojad zwyczajny
- Pernis ptilorhynchus (Temminck, 1821) – trzmielojad czubaty
- Pernis celebensis Wallace, 1868 – trzmielojad prążkowany
- Pernis steerei W.L. Sclater, 1919 – trzmielojad krótkoczuby – takson wyodrębniony ostatnio z P. celebensis[9][10]